# Laysan
Laysan (Kauō en hawaïen, « œuf ») est un atoll des îles hawaïennes du Nord-Ouest, à Hawaï, aux États-Unis.
L'atoll est notable pour ses nombreuses populations d'oiseaux, dont des espèces endémiques comme le Canard de Laysan, l'Albatros de Laysan, et le Psittirostre de Laysan (la Marouette de Laysan étant une espèce éteinte).

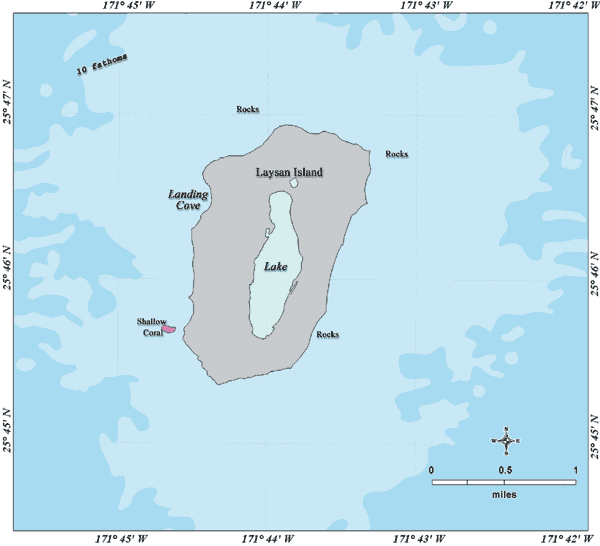
Carte de Laysan.